# HD 217107
HD 217107 ist ein gelber Unterriese, der im Sternbild Fische zu finden ist. Obwohl der Stern deutlich älter als die Sonne ist, hat er doch in etwa die gleiche Masse. Der Stern wird von zwei Planeten umkreist, von denen einer nur sieben Tage für einen Umlauf um seine Sonne braucht, während der andere acht Jahre für eine Umkreisung benötigt.

## Der Stern
Der Stern befindet sich aus astronomischer Sicht betrachtet sehr nah an unserer Sonne. Seine Entfernung beträgt nur 64 Lichtjahre, was als engere Umgebung unserer Sonne betrachtet werden kann. Da seine scheinbare Helligkeit jedoch nur 6,17 mag beträgt, ist es nur bei optimalen Bedingungen möglich, ihn mit dem bloßen Auge zu sehen.
Spektroskopische Untersuchungen zeigen, dass der Stern vom Spektraltyp G7 oder G8 ist und somit eine Oberflächentemperatur von ca. 5000 Kelvin aufweist. Das Alter des Sterns wird auf 7,7 Milliarden Jahre geschätzt, was im Vergleich zu den 4,6 Milliarden Jahren der Sonne relativ viel ist. Der Stern hat mittlerweile den größten Teil seines Wasserstoffs fusioniert und bewegt sich von der Hauptreihe weg.

## Planetensystem
Durch Messungen der Radialgeschwindigkeit wurde 1998 festgestellt, dass es eine Schwankung mit einer 7,1-tägigen Periode gibt. Dies wurde auf das Vorhandensein eines orbitalen Begleiters zurückgeführt, welcher eine Mindestmasse haben musste, die knapp über der Jupitermasse liegt. Dieser Begleiter wurde mit HD 217107 b bezeichnet. Planeten mit einer so kurzen orbitalen Periode haben meist fast kreisrunde Orbits, bei HD 217107 b wurde jedoch eine Exzentrizität festgestellt, deren Ursache ein zweiter Begleiter des Sternes sein konnte, welcher den Stern in einer Entfernung von einigen AU umkreisen musste. Durch Langzeitbeobachtungen konnte festgestellt werden, dass der Stern eine weitere Abweichung in der Radialgeschwindigkeit aufweist, die eine Periode von acht Jahren aufzeigt. Diese Beobachtung bestätigte die Annahme eines zweiten Planeten, seine minimale Masse konnte auf zwei Jupitermassen begrenzt werden, der Radius seiner großen Halbachse beträgt vier AU. Dieser zweite Planet wurde HD 217107 c genannt.